# Elektrický zvonek

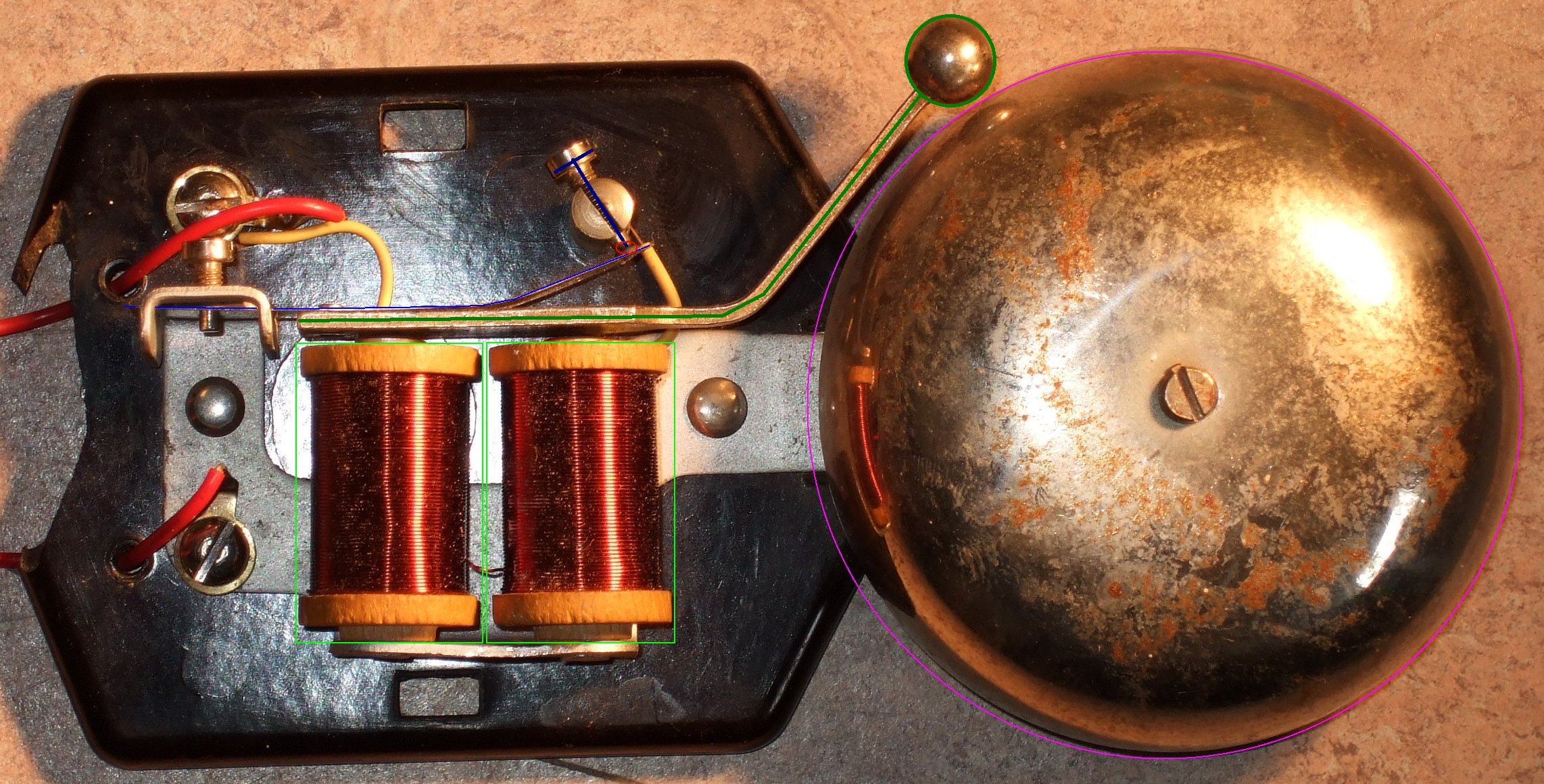
Elektrický zvonek

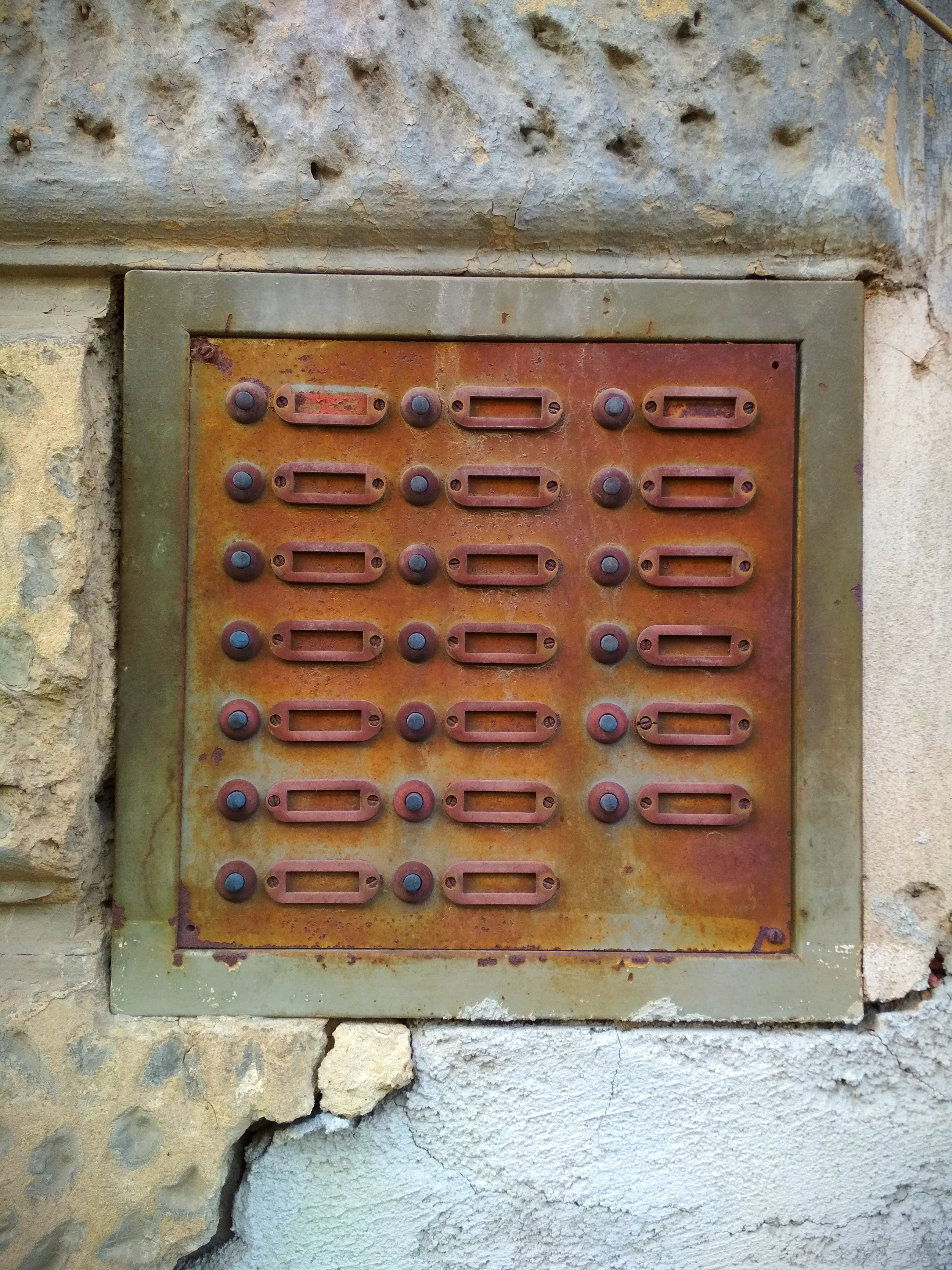
Nefunkční tlačítka zvonků na starém domě (Praha 2020)

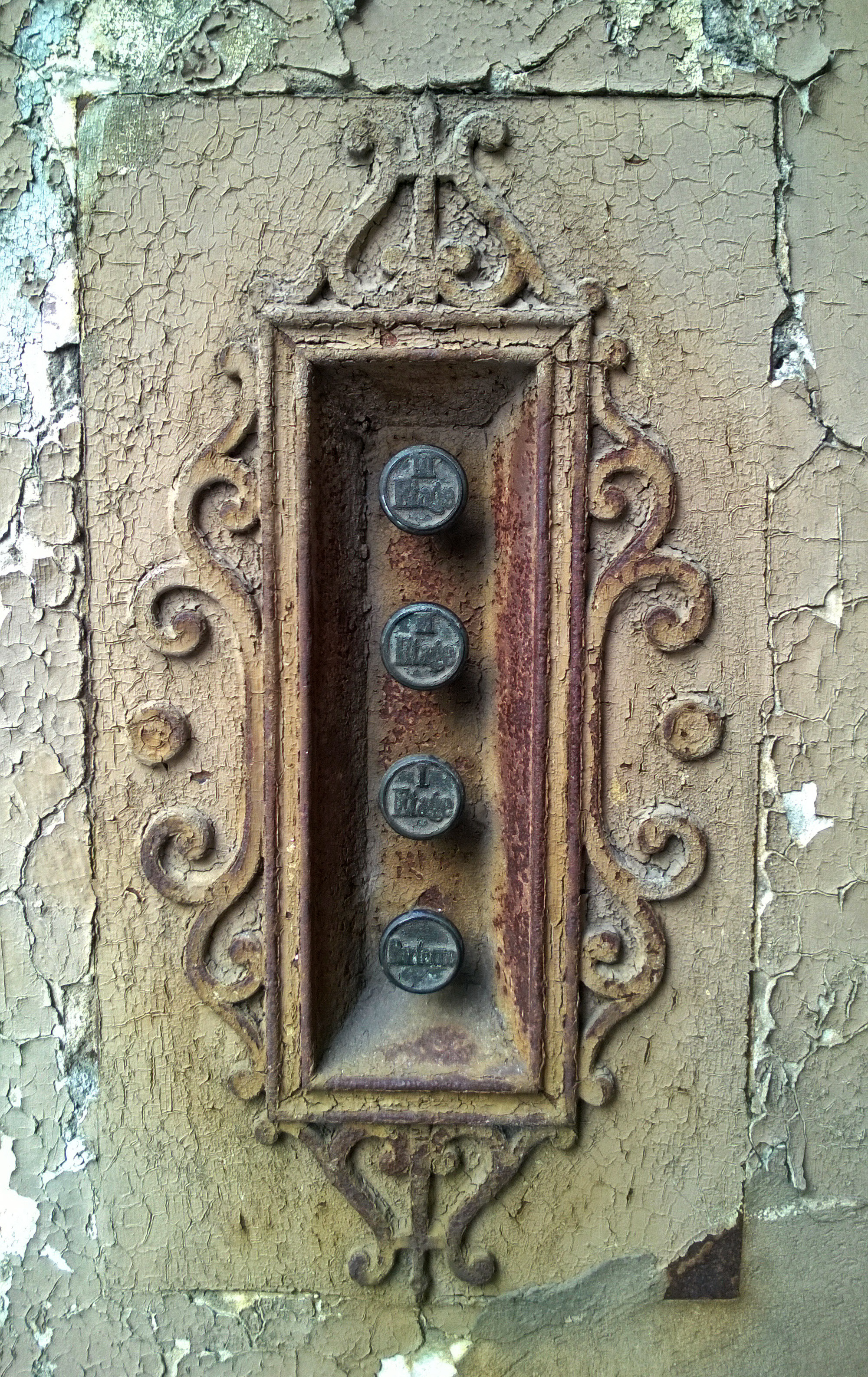
Tlačítka zvonků na starém domě (Zhořelec 2016)

Elektrický zvonek je malé elektrické zařízení (jednoduchý elektrický stroj) přeměňující elektrickou energii na mechanickou energii ve formě zvuku (podobně jako je tomu u bzučáku či reproduktoru). Využívá se např. v klasických telefonech, v domovních zvoncích, pro zvonění ve škole či jako výstražný signál na železničních přejezdech. Po připojení zvonku ke stejnosměrnému elektrickému zdroji začne zvonek zvonit.

## Princip
Po uzavření obvodu se periodicky velmi rychle opakují dva kroky, tato konstrukce se označuje jako Wagnerovo kladívko. Viz nákres:
1. Při sepnutí spínače vzniká magnetické pole kolem elektromagnetů a přitažení kotvy směrem k nim.
Tím pádem se zároveň přeruší obvod, elektromagnet sice ztratí své magnetické účinky, ale díky setrvačnosti kotva dorazí až na zvonek.
2. Kotva se vrátí do původní polohy (někdy způsobeno pružinou).
Znovu se uzavře obvod, elektromagnet znovu začne působit a celý proces se opakuje pořád dokola, dokud se nerozpojí obvod spínačem zpět.

Prodloužená kmitající kotva naráží do kovového zvonku (rezonátor) a tyto nárazy způsobují zvukový efekt. Některé elektrické zvonky mají dva rezonátory, do kterých naráží palička, každý v jedné krajní poloze, a mohou mít různý rezonanční kmitočet.
Zvonek na principu Wagnerova kladívka může pracovat na stejnosměrný i střídavý proud. Jeho nevýhodou je vznik pravidelně se opakující elektrické jiskry (el. výboj), která způsobuje rušení a může iniciovat výbušnou směs (např. unikající plyn v bytě). Normy proto zakazují instalaci tohoto typu zvonku v budovách, kde je zaveden plyn.

## Zvonek na střídavé napětí
Elektrické zvonky, napájené zdrojem střídavého napětí jsou konstruovány odlišně. Kotva kmitá mezi dvěma póly jádra elektromagnetu v rytmu frekvence střídavého napětí, kterým je zvonek napájen. Toto uspořádání nevytváří elektrickou jiskru, proud se nepřerušuje mechanicky. Na tomto principu byly zvonky v klasických telefonních přístrojích, než se přešlo na elektronické vyzvánění (generovaný tón reprodukovaný sluchátkovou vložkou, nebo vestavěným reproduktorem). Tento typ zvonku je zcela bezpečný z hlediska rizika výbuchu plynu, neboť zde nevzniká žádná jiskra.

## Tramvajový zvonec

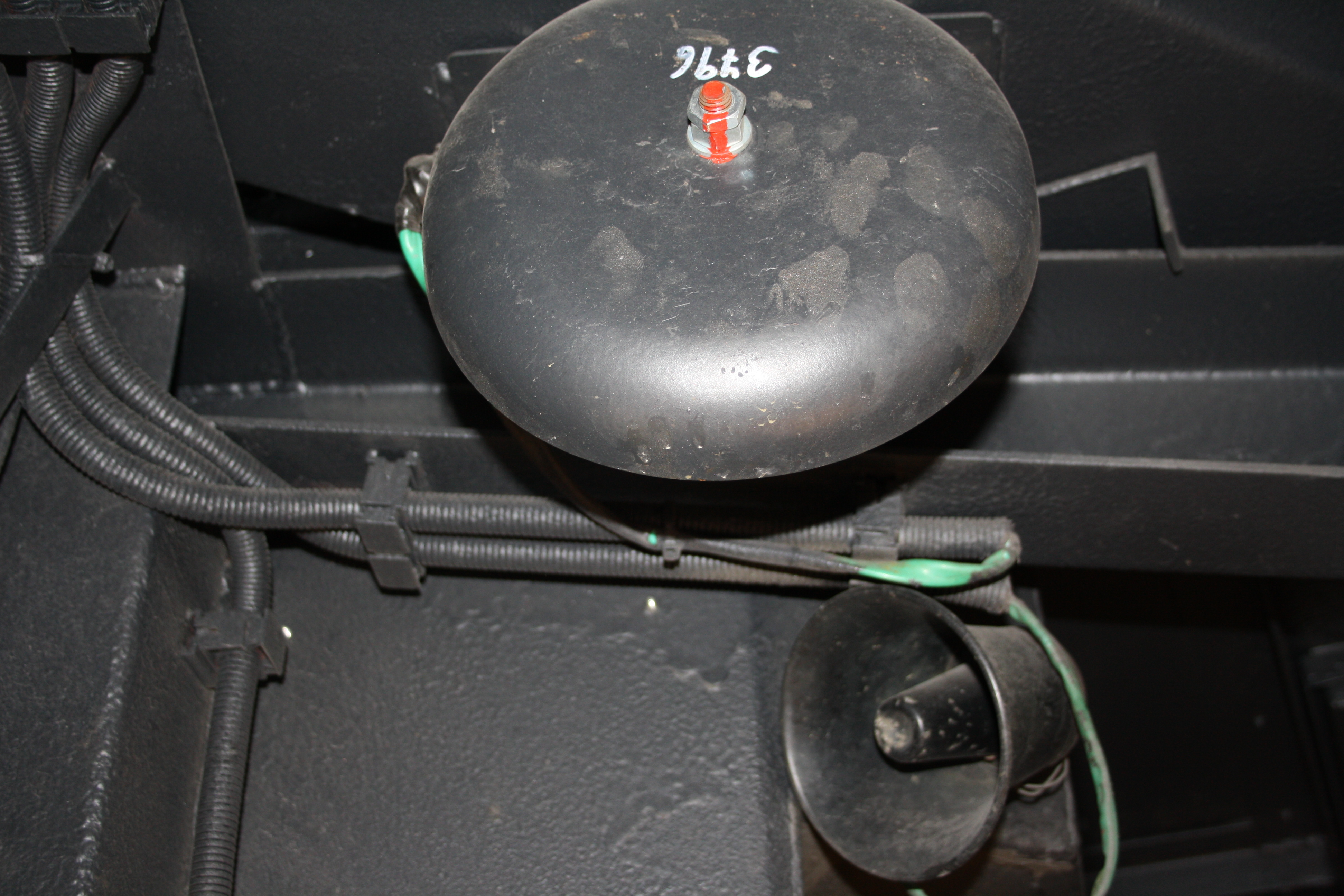
Tramvajový zvonec na tramvaji Tatra T3

Na tramvajích vyráběných v bývalém podniku ČKD byl na spodku skříně umístěn zvonec, který rozezníval kroužek na otáčejícím se ramínku. Zvonec je plechový výlisek miskovitého tvaru, upevněný za střed. Z vnitřní strany misky je návarek, do kterého naráží ramínko s volně přichyceným kroužkem (podobně jako zvonek na bicyklu). Ramínkem otáčí motorek na palubní napětí vozidla (24 V ss.).